# ریمووا
شرکت ریمووا (RIMOWA) یک تولیدکننده چمدان از جنس آلومینیوم و پلی کربنات در آلمان است.

## تاریخچه
ریچارد مورزک و پدرش پاول مالک یک کارخانه چمدان بودند. در پی آتش‌سوزی که رخ داد همه مواد اولیه‌شان بجز آلومینیوم‌ها از بین رفت.
در سال ۱۹۳۷، ریچارد اولین چمدان را با آلومینیوم که ترکیبی از استحکام و سبک وزنی بود ساخت.
امروزه ریمووا چمدان‌هایی از جنس پلی کربنات نیز می‌سازد. محصولات ریمووا در کارخانه‌های آن در آلمان، جمهوری چک، کانادا و برزیل تولید می‌شود.

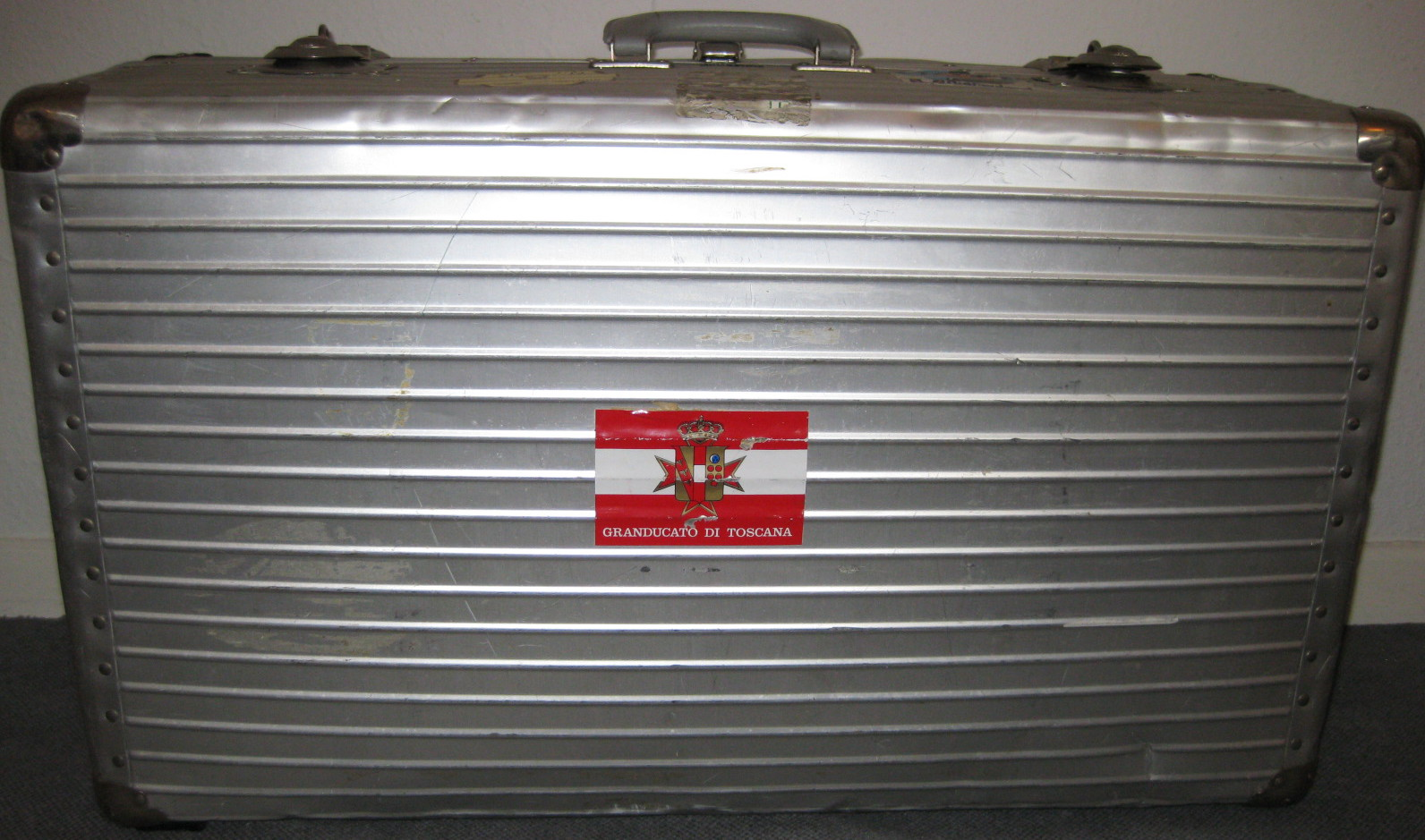
یک نمونه از چمدان ریمووا